# Debbie Lee Carrington
Pour les articles homonymes, voir Lee et Carrington (homonymie).
Deborah Lee Carrington, dite Debbie Lee Carrington, est une actrice et cascadeuse américaine, née le 14 décembre 1959 à San Jose, en Californie, et morte le 23 mars 2018 à Pleasanton, en Californie.

## Filmographie

### Cinéma
- 1981 : Under the Rainbow de Steve Rash : Munchkin
- 1983 : Star Wars, épisode VI : Le Retour du Jedi (Star Wars: Episode VI - Return of the Jedi) : Ewok
- 1986 : L'invasion vient de Mars (Invaders from Mars) : Drone
- 1986 : Howard... une nouvelle race de héros (Howard the Duck) : Additional Ducks
- 1986 : Captain Eo : Idee
- 1987 : Bigfoot et les Henderson (Harry and the Hendersons) : Little Bigfoot
- 1987 : The Garbage Pail Kids Movie : Valerie Vomit
- 1990 : Club Fed : Betty
- 1990 : Les Extraterrestres en balade (Spaced Invaders) de Patrick Read Johnson : Dr Ziplock
- 1990 : Total Recall : Thumbelina
- 1990 : Le Bûcher des vanités (The Bonfire of the Vanities) : Crying midget
- 1992 : Cattive ragazze
- 1992 : Amazing Stories: Book Five (vidéo) : Alien (segment "Fine Tuning")
- 1992 : Seedpeople : Tumbler
- 1992 : Batman : Le Défi (Batman Returns) : Emperor Penguin
- 1992 : Mom and Dad Save the World de Greg Beeman : Bwaaa (Fishface)
- 1994 : The High Crusade : Branithar
- 1995 : Drôle de singe (Born to Be Wild) : Gorilla Team
- 1997 : Men in Black : Alien Father
- 1998 : Mon ami Joe (Mighty Joe Young) : Other Gorilla
- 1999 : Elle est trop bien (She's All That) : Felicity'*
- 1999 : La Fiancée de Chucky : Tiffany doll
- 2000 : The Independent (en) de Stephen Kessler : Surfer Girl
- 2003 : Tiny Tiptoes (Tiptoes) : Kitty Katz
- 2003 : Scary Movie 3 de David Zucker : Mini Tabitha
- 2004 : Big Time : Gizzie Blunderbore
- 2004 : Le Pôle express (The Polar Express) : Elf
- 2013 : La Malédiction de Chucky (Curse of Chucky) : Chucky , stunt

### Télévision
- 1984 : L'Aventure des Ewoks (The Ewok Adventure) (TV) : Weechee
- 1994 : Seinfeld (Seinfeld) (TV) : Tammy
- 1997 : Damian Cromwell's Postcards from America (série TV) : Airplane Passenger
- 2000 : Le Village du père Noël (en) (The Christmas Secret) (TV) : Gorah
- 2001 : Urgences S8E14 : Ginger Jones : " Un coup du destin "
- 2009 : Bones S5E7(série télévisée) : Iron Leprechaun
- 2011 : Jessie : Le lutin

## Voix françaises
- Frédérique Cantrel dans Washington Police (2002)
- Sophie Arthuys dans Jessie (série télévisée)